# Parafia św. Stanisława Biskupa i Męczennika w Poznaniu
Parafia pw. Świętego Stanisława Biskupa i Męczennika w Poznaniu – parafia rzymskokatolicka znajdująca się w archidiecezji poznańskiej w dekanacie Poznań-Piątkowo. 
Erygowana w 1992. Mieści się na Osiedlu Bolesława Śmiałego. Od 2017 r. wielkopostny kościół stacyjny.